# Verfassung des Fürstentums Liechtenstein

Staatswappen Liechtensteins

Die Verfassung des Fürstentums Liechtenstein richtet das Land Liechtenstein als konstitutionelle Erbmonarchie auf parlamentarischer und demokratischer Grundlage ein. Die Staatsgewalt wird von Fürst und Volk getragen. Die aktuelle Verfassung stammt aus dem Jahre 1921 und ist in der Fassung von 2003 gültig.

## Verfassungsgeschichte
Im Alten Reich bestand im Fürstentum Liechtenstein keine geschriebene Verfassung. Mit der Schaffung der napoleonischen Musterstaaten wurden erstmals auch in Deutschland Verfassungen im modernen Sinne erlassen.

### Verfassung von 1818
Die Deutsche Bundesakte schrieb vor, dass die Mitgliedstaaten eine landständische Verfassung erlassen sollten. Die oktroyierte Verfassung von 1818 richtete den Landtag ein. Er bestand aus Vertretern der Geistlichkeit, die diese selbst wählte, sowie den Gemeindevorständen und den Gemeindekassierern. Die Funktion dieses Landtages, der jährlich durch den Fürsten einberufen wurde, beschränkte sich allerdings auf die rein formale Bewilligung des Steuererfordernisses.

### Revolution 1848
Im Zuge der Revolution von 1848 kam es auch in Liechtenstein zu Unruhen, die allerdings unter massgeblichem Einwirken des Historikers Peter Kaiser ohne Gewalt endeten. Die Untertanen ersuchten Fürst Alois II. in einer Petition um die Gewährung einer neuen Verfassung, die freie Wahl von Volksvertretern und die Aufhebung der Feudallasten. Aufgrund der Niederschlagung der Revolution in Österreich und im restlichen Deutschen Bund wurde den Wünschen der Bevölkerung aber nicht Folge geleistet.

### Erste Verfassung 1862

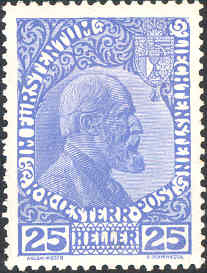
Johann II. auf einer Briefmarke

Fürst Johann II. gewährte Liechtenstein 1862 die erste Verfassung, mit der nun auch ein demokratisch legitimierter Landtag eingerichtet wurde. Allerdings konnte das Volk nur indirekt auf ihn Einfluss nehmen.
Die Zahl der Abgeordneten wurde auf 15 verringert, drei der Landtagsabgeordneten wurden vom Fürsten ernannt, die restlichen zwölf durch die wahlberechtigten Männer indirekt bestimmt. Dazu wurden in jeder Gemeinde für je 100 Einwohner zwei Wahlmänner gewählt, welche in einer Wahlmännerversammlung die Abgeordneten bestimmten.
Die Verfassung schränkte zum ersten Mal die Rechte des Landesfürsten ein, er regierte zwar weiterhin das Land, doch der Landtag konnte in der Gesetzgebung nicht mehr übergangen werden.
Der Landtag besass nun Mitwirkungsrechte bei den wichtigsten Staatsaufgaben. Von nun an hatte er Einfluss auf die Gesetzgebung und mit dem Steuerbewilligungsrecht die Finanzhoheit, ausserdem besass er das Recht auf Zustimmung zu wichtigen Staatsverträgen, konnte die Verwaltung kontrollieren und hatte das Recht auf Mitwirkung im Falle von Militäraushebungen.

### Verfassung von 1921
Nach der Gründung der Christlich-Sozialen Volkspartei und der Fortschrittlichen Bürgerpartei 1918 wurde die Forderung nach einer neuen Verfassung auf demokratischer Grundlage immer lauter. Die Verfassung wurde unter Verantwortung von Josef Peer im Auftrag von Johann II. ausgearbeitet. Der Verfassungstext wurde am 24. Oktober 1921 nach Verhandlungen zwischen Landtag und Fürst in Kraft gesetzt. Der Staat wurde nun als konstitutionelle Erbmonarchie auf parlamentarischer und demokratischer Grundlage definiert. Der Landtag wurde bereits seit 1918 direkt gewählt und nunmehr auch, durch Verzicht des Landesfürsten auf die Bestellung dreier Mitglieder, zu einer reinen Volksvertretung. Die Verfassung ist gekennzeichnet durch die Bipolarität von monarchischem und demokratischem Prinzip, diese stehen einander gleichwertig gegenüber. Daraus resultiert, dass die meisten Staatsaufgaben unter Zusammenarbeit von Fürst und Landtag besorgt werden. Die Verfassung enthielt ausserdem erstmals direktdemokratische Elemente wie Volksinitiative und Referendum.

«Wir, Johann II. von Gottes Gnaden souveräner Fürst zu Liechtenstein, Herzog zu Troppau, Graf zu Rietberg etc. etc. etc. tun hiemit kund, dass von Uns die Verfassung vom 26. September 1862 mit Zustimmung Unseres Landtages in folgender Weise geändert worden ist […]»

### Novelle 2003
Eine deutliche Verschiebung des Gleichgewichts zwischen Fürst und Volk zugunsten des Fürsten stellt die Verfassungsnovelle von 2003 dar. Die Bevölkerung hatte dem Verfassungsentwurf mit 64,3 % zugestimmt, nachdem Hans-Adam II. erklärt hatte, er werde das Land im Falle einer Ablehnung verlassen.
Der Landesfürst kann seither den Landtag jederzeit «aus erheblichen Gründen» auflösen und mittels Notverordnungen selbst regieren. Zudem kann er einseitig, d. h. ohne die Zustimmung des Parlaments und ohne Angabe von Gründen, die Regierung entlassen. Sämtliche Richter werden aufgrund der Novelle 2003 von einem Richterauswahlgremium dem Parlament zur Wahl vorgeschlagen. In diesem Gremium hat der Fürst ein Vetorecht, sodass er entscheidenden Einfluss auf die Frage der Richterbestellung hat. Dem Volk steht seit 2003 umgekehrt nach Artikel 13 das Recht zu, dem Fürsten das Misstrauen auszusprechen. Dies führt jedoch nicht zu einer automatischen Absetzung des Fürsten, sondern nur zu einer Entscheidung darüber durch die stimmberechtigten Mitglieder des Fürstlichen Hauses (deren Vorsitzender der Fürst selbst ist).
Zusätzlich gibt es nach Artikel 113 die Möglichkeit einer Volksinitiative zur Abschaffung der Monarchie, bei deren Erfolg das Parlament eine republikanische Verfassung ausarbeitet. In einem anschließenden Volksentscheid wird dann zwischen der bestehenden Verfassung, dem republikanischen Vorschlag, und ggf. einem Gegenvorschlag des Fürsten entschieden.
Die Verfassungsänderung wurde sowohl national als auch international teilweise scharf kritisiert. Der Europarat war der Meinung, die Demokratie in Liechtenstein sei durch die fürstliche Vormachtstellung gefährdet.

## Einordnung
Die liechtensteinische Verfassung begründet eine konstitutionelle, jedoch keine parlamentarische Monarchie. (Zur Erklärung der Unterschiede siehe Hauptartikel Monarchie.)

Der Fürst (erbliche Thronfolge: Primogenitur im Mannesstamm) ist das Staatsoberhaupt, er ernennt die Richter und die Regierung auf Vorschlag des Landtages, dessen Gesetze der Sanktion des Fürsten bedürfen und der vom Fürsten aufgelöst werden kann. Der Monarch ist also mindestens entweder in die Kreation oder die Entscheidungen aller drei Staatsgewalten grundlegend eingebunden. Die Person des Fürsten oder seines Stellvertreters untersteht nicht der Gerichtsbarkeit und ist rechtlich nicht verantwortlich. Der Bezug auf das Gottesgnadentum wurde mit der Verfassungsnovelle von 2003 getilgt. Lediglich in der Promulgationsformel wird im Hinblick auf Johann II. weiterhin darauf verwiesen. Durchaus ungewöhnlich sind die Möglichkeiten zu einem Misstrauensantrag gegen den Fürsten und zur Abschaffung der Monarchie sowie die mögliche Abspaltung einzelner Landesteile durch Volksentscheid. Ungewöhnlich ist auch die Nennung der römisch-katholischen Kirche als Landeskirche, was die aktuelle Regierung jedoch ändern möchte. Liechtenstein wird nicht nur durch sein materielles Verfassungsrecht, sondern insbesondere auch durch die Verfassungsanwendung, insbesondere durch den Landesfürsten, als konstitutionelle Monarchie klassifiziert. Anders als in anderen europäischen Staaten verzichtet der Monarch nicht auf die Ausübung seiner politischen Funktion oder tut dies lediglich auf Vorschlag der Regierung. Der Fürst und sein Stellvertreter mischen sich zum Teil aktiv in politische Diskussionen ein und kündigen etwa die Verweigerung der Sanktion bestimmter Gesetze an.

## Inhalt

### Gliederung

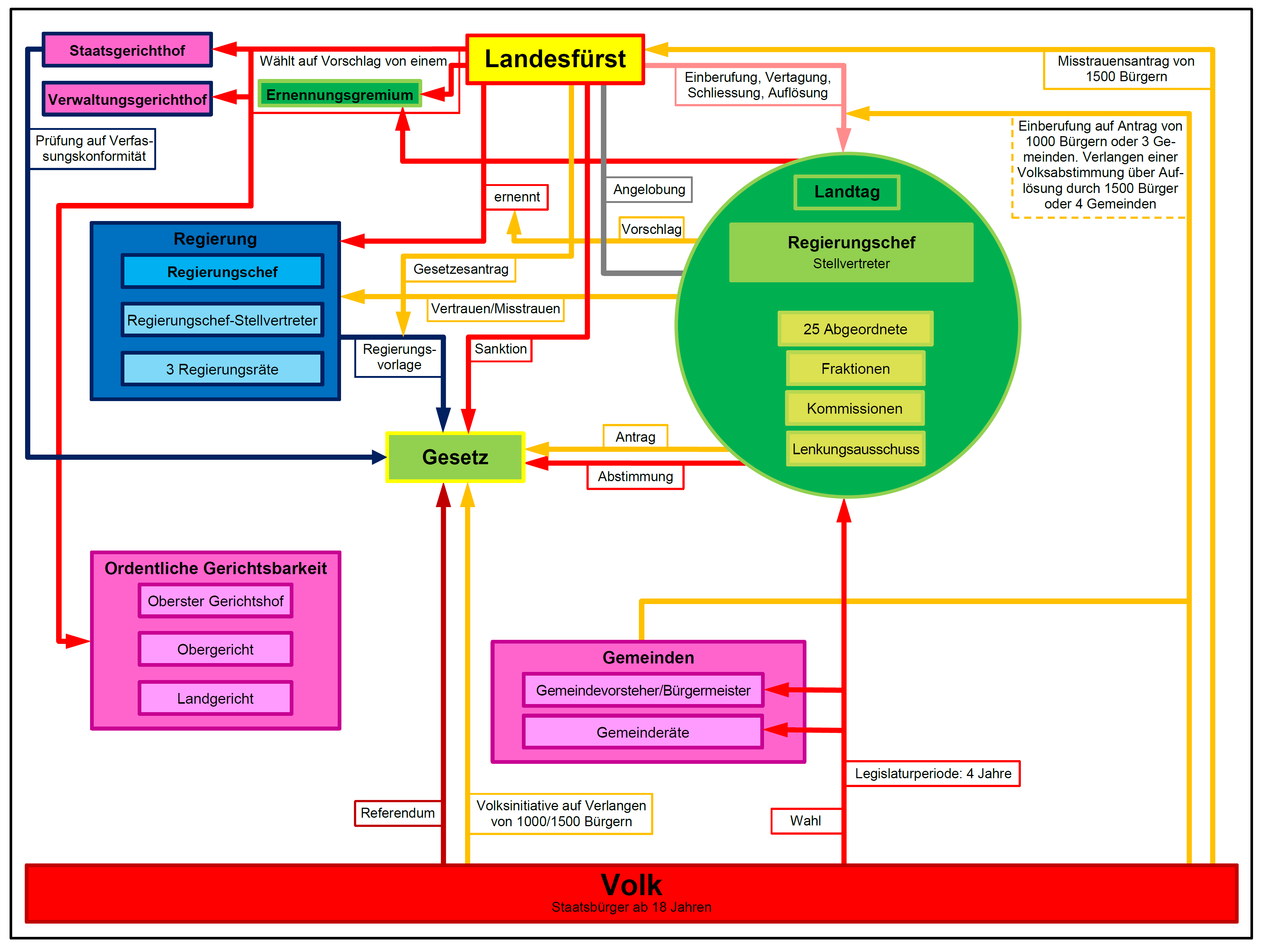
Das politische System Liechtensteins

Die Liechtensteinische Verfassung gliedert sich in ihrer momentan gültigen Form in zwölf Hauptstücke, die sich mit allgemeinen Bestimmungen über das Fürstentum (I.), den Rechten des Landesfürsten (II.), den Staatsaufgaben (III.), den allgemeinen Rechten und Pflichten der Staatsbürger (IV.), den Rechten des Landtages (V.), dem Landesausschuss (VI.), der Landesregierung (VII.), den Gerichten (VIII.), den Behörden und Staatsbediensteten (IX.), den Gemeinden (X.), der Verfassungsgewähr (XI.) und schliesslich mit den Schlussbestimmungen zur Verfassung (XII.) beschäftigen.

### Der Landesfürst
Artikel sieben Absatz eins der Landesverfassung bestimmt:

«Der Landesfürst ist das Oberhaupt des Staates und übt sein Recht an der Staatsgewalt in Gemässheit der Bestimmungen dieser Verfassung und der übrigen Gesetze aus.»

Die Sonderstellung des Fürsten von Liechtenstein äussert sich in folgenden Funktionen:
- Der Fürst kann vor keinem Gericht verantwortlich gemacht werden, er ist rechtlich nicht verantwortlich, ebenso wenig jenes Mitglied des Fürstenhauses, das er zu seiner Stellvertretung bestimmt (siehe Politische Immunität).
- Der Fürst vertritt, unter Mitwirkung der Regierung, den Staat nach aussen (siehe Repräsentation).
- Er vollzieht ohne Mitwirkung des Landtages durch die Regierung die Gesetze (siehe Exekutive).

Im Falle ausserordentlicher Verhältnisse steht ihm das Notverordnungsrecht zu, er muss dabei nur auf jene Bestimmungen Rücksicht nehmen, die in der Verfassung als durch Notverordnung nicht abänderbar festgelegt sind (Verbot von Folter und Sklaverei und Zwangsarbeit, Recht auf Leben etc.). Der Fürst ernennt weiters die vom Landtag gewählten Richter. Ihm allein steht das Begnadigungs-, Milderungs- und Abolitionsrecht für Straftaten und Strafverfahren zu.

### Der Landtag
In Artikel 45 Absatz eins der Verfassung heisst es über den Landtag:

«Der Landtag ist das gesetzmässige Organ der Gesamtheit der Landesangehörigen und als solches berufen, nach den Bestimmungen dieser Verfassung die Rechte und Interessen des Volkes im Verhältnis zur Regierung wahrzunehmen und geltend zu machen und das Wohl des Fürstlichen Hauses und des Landes mit treuer Anhänglichkeit an die in dieser Verfassung niedergelegten Grundsätze möglichst zu fördern.»

Der Landtag besorgt die Gesetzgebung des Landes, schlägt die Regierung zur Ernennung vor und wählt die Richter.

### Die Regierung
Über die Regierung des Fürstentums Liechtenstein heisst es in Artikel 78 Absatz 1 der Verfassung:

«Die gesamte Landesverwaltung wird unter Vorbehalt der nachfolgenden Bestimmungen dieses Artikels durch die dem Landesfürsten und dem Landtag verantwortliche Kollegialregierung in Gemässheit der Bestimmungen dieser Verfassung und der übrigen Gesetze besorgt.»

Die Regierung wird vom Fürsten auf Vorschlag des Landtages ernannt, sie besteht aus dem Regierungschef, seinem Stellvertreter und den übrigen Regierungsräten. Über deren Bestellung bestimmt die Verfassung in Artikel 79:

«1) Die Kollegialregierung besteht aus dem Regierungschef und vier Regierungsräten.

2) Der Regierungschef und die Regierungsräte werden vom Landesfürsten einvernehmlich mit dem Landtage auf dessen Vorschlag ernannt. In gleicher Weise ist für den Regierungschef und die Regierungsräte je ein Stellvertreter zu ernennen, der im Falle der Verhinderung das betreffende Regierungsmitglied in den Sitzungen der Kollegialregierung vertritt.

3) Einer der Regierungsräte wird auf Vorschlag des Landtages vom Landesfürsten zum Regierungschef-Stellvertreter ernannt.

4) Die Regierungsmitglieder müssen Liechtensteiner und zum Landtag wählbar sein.

5) Bei der Bestellung der Kollegialregierung ist darauf Rücksicht zu nehmen, dass auf jede der beiden Landschaften wenigstens zwei Mitglieder entfallen. Ihre Stellvertreter sind der gleichen Landschaft zu entnehmen.

6) Die Amtsperiode der Kollegialregierung beträgt vier Jahre. Bis zur Ernennung einer neuen Regierung haben die bisherigen Regierungsmitglieder die Geschäfte verantwortlich weiterzuführen, es sei denn, Art. 80 kommt zur Anwendung.»

Die Regierung ist sowohl vom Vertrauen des Fürsten, als auch vom Vertrauen des Landtages abhängig, verliert sie das Vertrauen eines der beiden Staatsorgane, erlischt ihr Mandat und der Fürst kann eine Übergangsregierung ernennen. Verliert eines der Regierungsmitglieder das Vertrauen des Fürsten oder des Landtages, wird die Entscheidung über den Verlust der Amtsgewalt zwischen beiden Organen einvernehmlich getroffen, bis zur Ernennung eines neuen Regierungsmitglieds werden die Amtsgeschäfte vom Stellvertreter des Regierungsmitglieds ausgeübt.

### Die Gerichte
Durch die Verfassung werden mit dem Landgericht, dem Obergericht und dem Obersten Gerichtshof drei Instanzen für Zivil- und Strafsachen eingerichtet, sowie mit dem Verwaltungs- und dem Staatsgerichtshof zwei Gerichte des öffentlichen Rechts eingerichtet. Die Gerichtsorganisation entstand mit der Verfassung von 1921. Zuvor war das Oberlandesgericht Innsbruck gleichzeitig der Oberste Gerichtshof Liechtensteins.

### Verfassungsgewähr
Die Änderung der Verfassung bedarf der einhelligen Zustimmung des Landtages oder dreiviertel der Stimmen seiner Mitglieder nach der Diskussion über zwei Landtagssitzungen hinweg sowie gegebenenfalls einer Volksabstimmung. Die Verfassungsänderung bedarf wiederum der Sanktion des Fürsten, es sei denn, es handelt sich um ein Verfahren zur Abschaffung der Monarchie. Ungewöhnlich ist, dass das Verfahren zur Abschaffung der Monarchie durch das Begehren von 1500 Landesbürgern eingeleitet werden kann. Spricht sich das Stimmvolk für die Abschaffung aus, hat der Landtag eine Republikanische Verfassung auszuarbeiten.